# Bruno Oberhammer
Bruno Oberhammer es un esquiador paralímpico italiano. Participó en los Juegos Paralímpicos de Invierno consecutivamente desde 1984 hasta 1998, ganando un total de tres medallas de oro, cinco de plata y cuatro de bronce.

## Carrera
Oberhammer compitió por primera vez en los Juegos Paralímpicos en los Juegos Paralímpicos de Invierno de 1984 en Innsbruck, Austria, en los eventos Alpine combinación alpina B2, descenso B2 y eslalon gigante B2. Ganó la medalla de bronce en el evento de combinación alpina B2. En los Juegos Paralímpicos de Invierno de 1988, 1992 y 1994 se hizo con una medalla en cada evento en el que compitió. También ganó una medalla de oro y dos medallas de bronce en los Paralímpicos de Invierno de 1998.

## Palmarés
- Juegos Paralímpicos de Invierno 1984
  - Medalla de bronce Combinación alpina masculina B2[1]
- Juegos Paralímpicos de Invierno 1988
  - Medalla de oro Eslalon Gigante B3 para hombre
  - Medalla de oro Descenso masculino B3
- Juegos Paralímpicos de Invierno 1992
  - Medalla de plata Super-G B3 para hombre
  - Medalla de bronce Eslalon gigantee B3 para hombre
- Juegos Paralímpicos de Invierno 1994
  - Medalla de bronce Eslalon B3 masculino
  - Medalla de plata Super-G B3 para hombre 2
  - Medalla de plata Eslalon gigantee B3 para hombre
  - Medalla de plata Descenso masculino B3
- Juegos Paralímpicos de Invierno 1998
  - Medalla de oro Eslalon B1,3 para hombres
  - Medalla de bronce Super-G B1,3 para hombre
  - Medalla de bronce Descenso masculino B1,3